# Triangle hyperbolique

Un triangle hyperbolique sur une surface en selle de cheval.

Un triangle hyperbolique est, en géométrie hyperbolique, un triangle dans le plan hyperbolique. Comme en géométrie plane, un triangle est constitué de trois segments (ses côtés) reliant trois points (ses sommets).
Tout comme dans le cas euclidien, trois points d'un espace hyperbolique de dimension quelconque sont toujours coplanaires. Il suffit donc de caractériser les triangles dans le plan hyperbolique pour en avoir une description dans tous les espaces hyperboliques de dimensions supérieures.

Un pavage triangulaire régulier d'ordre 7 du plan hyperbolique est composé de triangles équilatéraux dont les angles valent 2π/7 radians.

## Définition
Un triangle hyperbolique se compose de trois points non colinéaires et des trois segments qui les relient.

## Propriétés
Les triangles hyperboliques ont des propriétés analogues à celles des triangles en géométrie euclidienne :
Tout triangle hyperbolique a un cercle inscrit. Par contre, tous les triangles hyperboliques n'ont pas de cercle circonscrit. Ses sommets peuvent se trouver sur un horocycle ou un hypercycle.
Les triangles hyperboliques ont des propriétés analogues à celles des triangles en géométrie sphérique ou elliptique :
- deux triangles qui ont même somme des angles ont même aire ;
- il existe une borne supérieure pour l'aire des triangles ;
- il existe une borne supérieure pour le rayon du cercle inscrit ;
- deux triangles sont congruents si et seulement on peut transformer l'un en l'autre par une composition finie de symétries axiales ;
- Deux triangles dont les angles correspondants égaux sont congruents (c'est-à-dire que tous les triangles semblables sont congruents).

Les triangles hyperboliques ont des propriétés qui sont à l'opposé des propriétés des triangles en géométrie sphérique ou elliptique :
- la somme des angles d'un triangle est inférieure à 180° ;
- l'aire d'un triangle est proportionnelle à la différence entre la somme de ses angles à partir de 180°.

Les triangles hyperboliques ont également des propriétés que l'on ne retrouve pas dans d'autres géométries :
- certains triangles hyperboliques n'ont pas de cercle circonscrit, c'est le cas lorsqu'au moins un de ses sommets est un point à l'infini ou lorsque tous ses sommets se trouvent sur un horocycle ou sur un hypercycle unilatéral ;
- les triangles hyperboliques sont fins, il existe une distance maximale δ entre un point sur un côté et l'un des deux autres côtés. Ce principe conduit à définir une généralisation : l'espace δ-hyperbolique.

## Triangles à sommets à l'infini

Trois triangles idéaux dans le modèle du disque de Poincaré.

La définition d'un triangle hyperbolique peut être généralisée en autorisant des sommets sur la frontière du plan hyperbolique (les idéaux ou points à l'infini), les côtés d'un tel triangles se trouvent toujours dans le plan et sont des droites parallèles-limites. Autrement dit, un triangle peut avoir deux côtés parallèles qui se coupent en leur sommet à l'infini; l'angle en ce sommet est nul.
Un triangle ayant un sommet idéal est appelé un triangle oméga. Il existe quelques triangles particuliers ayant un sommet à l'infini.

### Triangle de parallélisme
Un triangle ayant un sommet idéal et un angle droit : le troisième angle est l'angle de parallélisme (en) pour la longueur du côté entre l'angle droit cet angle.

### Triangle de Schweikart
Un triangle où deux sommets sont des points idéaux et l'angle restant est un angle droit, l'un des premiers triangles hyperboliques décrits par Ferdinand Karl Schweikart (de).

### Triangle idéal
Un triangle où tous les sommets sont des points idéaux. Le triangle idéal est le plus grand triangle possible en géométrie hyperbolique : la somme de ses angles est nulle.

## Courbure de Gauss normalisée
Les relations entre les angles et les côtés sont analogues à celles de la trigonométrie sphérique ; une échelle de longueur fonctionnant à la fois pour la géométrie sphérique et la géométrie hyperbolique peut être définie comme la longueur d'un côté d'un triangle équilatéral à angles fixes.
L'échelle de longueur est plus pratique si les longueurs sont mesurées en termes de longueur absolue (une unité spéciale de longueur analogue à une relation entre les distances en géométrie sphérique). Ce choix d'échelle de longueur rend les formules plus simples.
Dans le modèle demi-plan de Poincaré, la longueur absolue correspond à la métrique infinitésimale {\displaystyle ds={\frac {|dz|}{\operatorname {Im} (z)}}} et dans le modèle du disque de Poincaré à {\displaystyle ds={\frac {2|dz|}{1-|z|^{2}}}}.
La courbure de Gauss K d'un plan hyperbolique est constante et négative. Une unité de longueur absolue correspond à une longueur de 
{\displaystyle R={\frac {1}{\sqrt {-K}}}}.
Cette unité de longueur correspond à ramener le calcul à un plan hyperbolique dont la courbure gaussienne serait de -1.
Dans un triangle hyperbolique la somme des angles A,B et C est strictement inférieure à π. Cette  différence entre la mesure d'un angle plat et la somme des angles est le défaut d'euclidianité du triangle. L'aire d'un triangle hyperbolique est égale à son défaut multiplié par le carré de R :
{\displaystyle (\pi -A-B-C)R^{2}{}{}\!}.
Ce théorème, prouvé pour la première fois par Johann Heinrich Lambert, est lié au théorème de Girard en géométrie sphérique.

## Trigonométrie
Dans toutes les formules énoncées ci-dessous, les côtés a, b et c (opposés aux angles A, B et C respectivement) doivent être mesurés en longueur absolue, une unité telle que la courbure de Gauss K du plan soit -1. En d'autres termes, la quantité R dans le paragraphe ci-dessus est supposée égale à 1.
Les formules trigonométriques pour les triangles hyperboliques dépendent des fonctions hyperboliques sinh, cosh et tanh.

### Trigonométrie des triangles rectangles
Si C est un angle droit alors :
- le sinus de l'angle A est le sinus hyperbolique du côté opposé à l'angle divisé par le sinus hyperbolique de l'hypoténuse.
{\displaystyle \sin A={\frac {\sinh {\text{(opposé)}}}{\sinh {\text{(hypoténuse)}}}}={\frac {\sinh a}{\sinh c}}} ;
- le cosinus de l'angle A est la tangente hyperbolique du côté adjacent divisée par la tangente hyperbolique de l'hypoténuse.
{\displaystyle \cos A={\frac {\tanh {\text{(adjacent)}}}{\tanh {\text{(hypoténuse)}}}}={\frac {\tanh b}{\tanh c}}} ;
- la tangente de l'angle A est la tangente hyperbolique du côté opposé divisée par le sinus hyperbolique du côté adjacent.
{\displaystyle \tan A={\frac {\tanh {\text{(opposé)}}}{\sinh {\text{(adjacent)}}}}={\frac {\tanh a}{\sinh b}}} ;
- le cosinus hyperbolique du côté adjacent à l'angle A est le cosinus de l'angle B divisé par le sinus de l'angle A.
{\displaystyle \cosh {\text{(adjacent)}}={\frac {\cos B}{\sin A}}} ;
- le cosinus hyperbolique de l'hypoténuse est le produit des cosinus hyperboliques des côtés.
{\displaystyle \cosh {\text{(hypoténuse)}}=\cosh {\text{(adjacent)}}\cosh {\text{(opposé)}}} ;
- le cosinus hyperbolique de l'hypoténuse est aussi le produit des cosinus des angles divisés par le produit de leurs sinus[4].
{\displaystyle \cosh {\text{(hypoténuse)}}={\frac {\cos A\cos B}{\sin A\sin B}}=\cot A\cot B}.

#### Relations entre les angles
On a aussi les équations suivantes :
{\displaystyle \cos A=\cosh a\sin B} ;
{\displaystyle \sin A={\frac {\cos B}{\cosh b}}} ;
{\displaystyle \tan A={\frac {\cot B}{\cosh c}}} ;
{\displaystyle \cos B=\cosh b\sin A} ;
{\displaystyle \cosh c=\cot A\cot B}.

#### Aire
L'aire d'un triangle rectangle est :
{\displaystyle {\mathcal {A}}={\frac {\pi }{2}}-\angle A-\angle B} ;
également,
{\displaystyle {\mathcal {A}}=2\arctan \left(\tanh {\frac {a}{2}}\tanh {\frac {b}{2}}\right)}.

#### Angle de parallélisme
Un triangle oméga ayant un angle droit fournit la configuration pour examiner l'angle de parallélisme dans le triangle.
Dans ce cas en supposant l'angle B nul, les côtés a et c sont infinis et {\displaystyle \tanh(\infty )=1}, ce qui donne {\displaystyle \cos A=\tanh {\text{(adjacent)}}}.

#### Triangle équilatéral
Les formules trigonométriques des triangles rectangles donnent également les relations entre les côtés s et les angles A d'un triangle équilatéral (un triangle où tous les côtés ont la même longueur et tous les angles sont égaux).
Les relations sont :
{\displaystyle \cos A={\frac {\tanh {\frac {s}{2}}}{\tanh s}}} ;
{\displaystyle \cosh {\frac {s}{2}}={\frac {\cos {\frac {A}{2}}}{\sin A}}={\frac {1}{2\sin {\frac {A}{2}}}}}.

### Trigonométrie générale
Que C soit un angle droit ou non, les relations suivantes sont valables : la loi hyperbolique des cosinus (ou théorème d'Al-Kashi hyperbolique) est la suivante :
{\displaystyle \cosh c=\cosh a\cosh b-\sinh a\sinh b\cos C}.
Son théorème dual est
{\displaystyle \cos C=-\cos A\cos B+\sin A\sin B\cosh c}.
Il existe aussi une loi hyperbolique des sinus :
{\displaystyle {\frac {\sin A}{\sinh a}}={\frac {\sin B}{\sinh b}}={\frac {\sin C}{\sinh c}}}
et une formule des cotangentes :
{\displaystyle \cos C\cosh a=\sinh a\coth b-\sin C\cot B},
qui se démontre de la même manière que la formule analogue en trigonométrie sphérique.